# AYUMI ON!
『AYUMI ON!』（アユミ・オン!）は中村あゆみの14枚目のスタジオ・アルバム。2013年6月26日発売。発売元は、ワーナーミュージック・ジャパン。

## 解説
フル・スタジオ・アルバムは2006年発売『Grapefruit Moon』以来7年ぶりの新作となる。シュリンク・フィルムに貼られているシールに、親交のある演歌歌手の坂本冬美、プロレスラーの鈴木みのるがそれぞれコメントしている。

## 収録曲
- 作詞 中村あゆみ・吉田健美（特記以外）
- 作曲・編曲 鎌田ジョージ（特記以外）

1. A Generation（5:06）
2. 心の軌跡（4:50）
  - 作曲 中村あゆみ・鎌田ジョージ
3. 紬 -tsumugi-（4:39）
  - 作曲 中村あゆみ・鎌田ジョージ
4. しゃぼん玉（4:04）
  - 作詞・作曲 伊藤心太郎 編曲 旭純
5. Congratulation to you（3:57）
6. Working Woman（3:54）
  - 作曲 中村あゆみ
7. ダ・メ・オ・ト・コ（2:49）
  - 作詞 及川眠子 作曲 中村あゆみ・鎌田ジョージ
8. It's Beautiful days ～君がいた夏～（5:03）
  - 作曲 中村あゆみ
9. 雨を見たかい ～Have You Ever Seen The Rain～（4:02）
  - 作詞・作曲 ジョン・フォガティ
  - クリーデンス・クリアウォーター・リバイバル（CCR）カバー
10. 希望という名の光（4:55）
  - 作詞・作曲 山下達郎　編曲　旭純
  - 山下達郎のカバー
11. アジアの海賊（4:40）
  - 作詞・作曲 中村あゆみ
  - 坂本冬美提供シングル曲セルフカバー。
  - 坂本バージョンとアレンジが若干異なる。